# 55
Het jaar 55 is het 55e jaar in de 1e eeuw volgens de christelijke jaartelling.

## Gebeurtenissen

### Italië
- Keizer Nero wordt door de Senaat gekozen tot consul van het Imperium Romanum.
- Aulus Vitellius Germanicus wordt door Nero benoemd tot proconsul van Africa (mogelijke datering)
- Tiberius Claudius Caesar Britannicus, zoon van Claudius, wordt door Nero vergiftigd.

## Overleden
- Domitia Lepida (52), dochter van Lucius Domitius Ahenobarbus
- Tiberius Claudius Caesar Britannicus (14), zoon van Claudius